# Agostino Ratti
Giovanni Agostino Ratti (Savona, 1699 – Genova, 1775) è stato un pittore italiano del Settecento che operò soprattutto in Liguria.

## Biografia
Frequentò a Roma la scuola di Benedetto Luti. Fu padre e maestro di Carlo Giuseppe Ratti.

## Opere
- Chiesa di San Nicolò (Albisola Superiore): quadro dell'Immacolata Concezione nella sagrestia
- Chiesa di Sant'Andrea Apostolo (Savona): quadro dell'Immacolata Concezione del 1749 nella prima cappella di sinistra.
- Chiesa di San Pietro (Savona): quadri.
- Chiesa di San Martino (Stella): tela dell'Incoronazione della Vergine in controfacciata.
- Chiesa di Santa Caterina (Stella): attribuzione dei quadri di San Carlo Borromeo, Arcangelo Gabriele e Sant'Agnese.
- Basilica dell'Immacolata Concezione: quadri.
- Oratorio dei Santi Giovanni Battista, Giovanni Evangelista e Petronilla in Savona: 10 grandi ovali raffiguranti tutta la vita di San Giovanni Battista dalla nascita alla decollazione.
- Oratorio di Nostra Signora di Castello (Savona): tempere su muro nelle loggette del presbiterio.
- Chiesa di San Giovanni Battista in Savona: quadro della Decollazione del Battista.
- Casale Monferrato: figure affrescate nel coro dei Conventuali sopra precedenti pitture del Natali.